# Schlacht bei Triebl
Wallerfangen – Dömitz – Haselünne – Wittstock – Rheinfelden – Breisach – Wittenweiher – Vlotho – Ochsenfeld – Chemnitz – Bautzen – Freiberg – Riebelsdorfer Berg – Dorsten – Preßnitz – La Marfée – Wolfenbüttel – Kempener Heide – Schweidnitz – Breitenfeld – Tuttlingen – Freiburg – Philippsburg – Jüterbog –  Jankau – Herbsthausen – Alerheim – Brünn – Korneuburg – Totenhöhe – Hohentübingen –  Triebl – Zusmarshausen – Wevelinghoven – Dachau –  Prag
Die Schlacht bei Triebl (Třebel)  fand am 22. August 1647 statt. Die kaiserlichen Truppen griffen unter Raimondo Montecuccoli und Johann von Werth die schwedischen Stellungen in einer großen Kavallerieattacke an und fügten ihnen größere Verluste zu.  

## Vorgeschichte
Am 17. Juli 1647 war die Verteidigung des kaiserlichen Stützpunkts Eger in Böhmen nach heftigen Attacken der schwedischen Belagerer zusammengebrochen. Der Anmarsch der zur Rettung herbeieilenden Truppen kaiserlichen Truppen durch Westböhmen hatte sich verzögert, so dass der schwedische Kommandeur Carl Gustaf Wrangel ausreichend Gelegenheit hatte, die Verteidigung des südlichen Vorlandes von Eger vorzubereiten. Kaiser Ferdinand III. begleitete seine Truppen auf dem Anmarsch zeitweise persönlich. Das Vorland von Eger wurde von starken schwedischen Reiterkräfte nach Süden abgeschirmt, so dass die ziel- und planlosen Angriffe der kaiserlichen Truppen nutzlos verpufften.
Am 8. August 1647 hatte sich das kaiserliche Entsatzheer, ohne militärische Erfolge erzielt zu haben, nach Süden zurückgezogen und lagerte bei Křimiz und Tuschkau in der Pilsener Ebene. General Wrangel verfolgte die kaiserliche Streitmacht und überquerte mit seiner Armee den Königswarter Pass. Dort ließ er alle Bauern, die er finden konnte, zusammentreiben und zwang sie, die Schanzanlagen auszubauen. Wrangel ließ dort eine starke Besatzung zurück und setzte den Marsch nach Süden mit den Hauptkräften fort. Am 13. August bezog er sein Hauptquartier in Plan. Die Truppen lagerten nahe der St. Annakirche. Zu besseren Sicherung wurde das Lager jedoch wieder abgebrochen und am 16. August auf den nahe gelegenen Bahuschaberg verlegt.
10 Reiterregimenter und 1500 Mann Infanterie bezogen nun Stellungen zwischen den Dörfern Schlief, Wieschka, Hangendorf und Goldwag jenseits des Michelsberger Baches. Sie verschanzten sich dort und stellten einen weiten Ring von Feldwachen um das Lager auf. In das jenseits des Baches auf einem steilen Hang gelegene Schloss Triebl wurde ein Fähnrich mit drei Dutzend Reitern als Besatzung eingesetzt.
Den Stadtvätern von Plan hatte General Wrangel bereits am 14. Juni seinen Schutz zugesagt. Unter Androhung schwerster Strafen hatte er seinen Truppen jede eigenmächtige Einquartierung, jedes Requirieren und Brandschatzen verboten. Jede Gewaltanwendung gegen die Zivilbevölkerung sollte unnachsichtig geahndet werden. Für die Bürger von Plan war dieser Schutzbrief eine enorme Beruhigung, da das schwedische Heer nach dem Tode des Königs Gustav Adolf von soldatischer Zucht und Ordnung weit entfernt war. Die Militärbeamten hatten viel zu tun, um alle Vergehen zu ahnden.
Kaiser Ferdinand III. hatte vom Vormarsch der Schweden nach Süden erfahren. Da er den Verlust von Westböhmen befürchtete, befahl er, seinem Heer nach Norden zu marschieren und die schwedische Streitmacht anzugreifen. Unter Führung des Oberbefehlshabers Peter Melander von Holzappel und der Generale Raimondo Montecuccoli und Johann von Werth, der aus bayerischen Diensten übergetreten war, rückte das kaiserliche Heer vor und zog über Mies, Schweißing und Tschernoschin auf die Hochfläche von Wolfersdorf, wo es sich verschanzte. Eine Vorausabteilung, zu der auch Johann von Schwanberg gehörte, lieferte sich zwischen Plan und Triebl in der Nähe des Spittelteiches ein Gefecht mit schwedischen Truppen. Im Verlauf des erbitterten Kampfes wurde Johann von Schwanberg schwer verwundet.

## Eroberung von Schloss Triebl

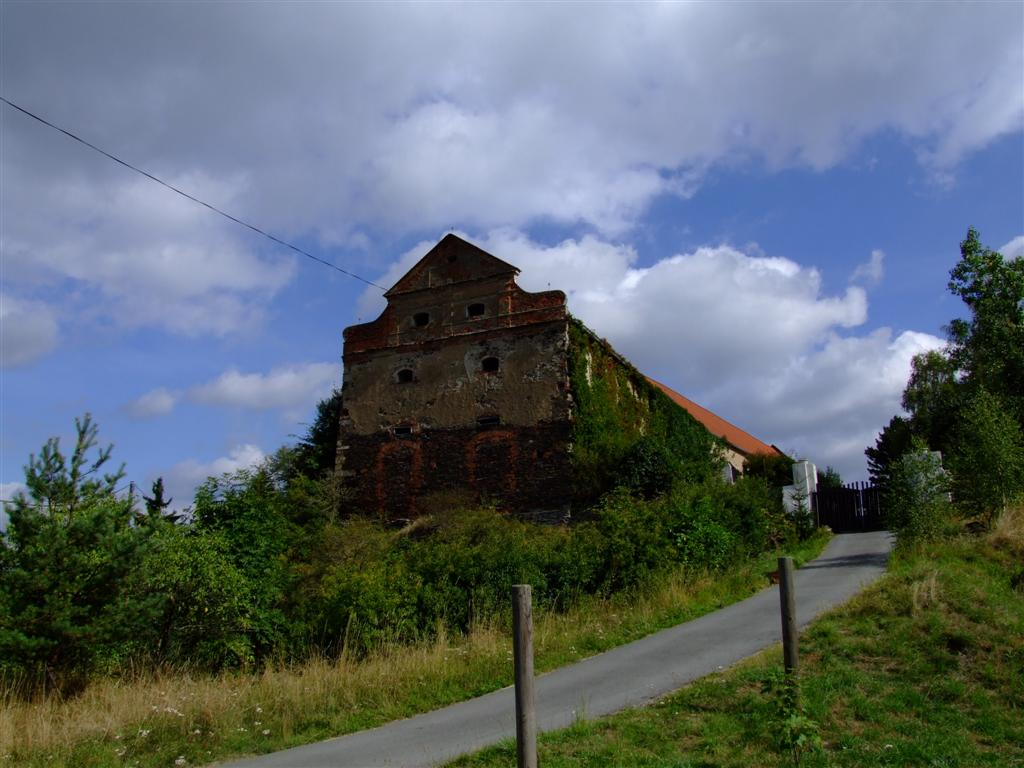
Burg Třebel, aufgenommen im August 2008

Durch die Ergebnisse der Erkundung waren den kaiserlichen Truppen die Stellungen Wrangels bald bekannt und es war offensichtlich, dass man das als vorgeschobener Beobachtungsposten dienende Schloss Triebl einnehmen musste. Holzapfel befahl umgehend am Nordhang des Wolfsberges Geschütze aufzustellen. Am 18. August gegen 2 Uhr begann der Beschuss von Triebl.
Die schwedische Besatzung sah sich der Beschießung hilflos gegenüber, verfügte man doch lediglich über 2 Feldkanonen kleineren Kalibers, mit denen man die weitreichenden Geschütze der kaiserlichen Streitmacht nicht erreichen konnte. Das Bombardement dauert bis in die Abendstunden. Nach Beginn der Feuerpause machten sich die Schweden daran, ihre Festung notdürftig zu reparieren, um dem Ansturm standzuhalten.
Mit dem Morgengrauen des 19. August setzten Holzappels Kanoniere das Feuer fort. Im Schutze der Dunkelheit hatte sich die kaiserliche Infanterie an das Schloss herangearbeitet und die Vorbereitungen zum Sturm abgeschlossen. Der schwedische Fähnrich wartete vergeblich auf Hilfe, denn der tiefe und unwegsame Grund des Michelsberger Baches macht ein schnelles Eingreifen unmöglich.
Ein Volltreffer in die Mauer des Schlosses brachte diese zum Einsturz und begrub 12 schwedische Soldaten unter sich. Der Fähnrich beschloss, das Schloss aufzugeben. Vorher ließ er die Pferde töten, um sie nicht in Feindeshand fallen zu lassen. Kurz darauf wurde eine weiße Fahne gezeigt und kapituliert.

## Verlauf
Die einrückenden Truppen des Kaisers begannen sofort damit, sich auf dem Triebl zu verschanzen. Unterdessen brachten schwedische Kanoniere unter enormem Aufwand durch den Morast zwei Geschütze heran, um eine Wiedereinnahme des Schlosses zu erreichen. Die Besatzung des Schlosses wagte jedoch einen mutigen Ausfall und brachte beide Kanonen samt Bedienung in ihre Gewalt.
Am 21. August brachten Kundschafter die Nachricht, dass der größte Teil der Schweden auf dem umliegenden Land verteilt sei, um Futter und Lebensmittel zu besorgen. Die Generale Montecuccoli und Johann von Werth waren sofort entschlossen, die Gunst der Stunde zu nutzen und die schwedischen Stellungen, vielleicht sogar das Hauptlager zu erstürmen.
In aller Eile wurden 8000 Reiter, 1000 kroatische Musketiere und 8 kleine Feldkanonen versammelt. Eine ortskundige Frau, die Gattin des Dorfrichters von Triebl, führte die Streitmacht im Schutze der bewaldeten Schlucht noch vor Tagesanbruch in den Grund des Michelsberger Baches. Dort verbargen sich die Truppen zunächst. Die schwedischen Posten lösten sich in völliger Ahnungslosigkeit gegenseitig ab, als die werthschen Reiter – unter der Sicherung der Musketiere – über sie hereinbrachen. Bereits der erste Angriff warf die beiden Regimenter Wittenberg und Markgraf Durlach. Der Durchbruch in das Hauptlager gelang. Dort standen die Regimenter Didemann, Kinsky und Jordan, die jedoch auch der anstürmenden Kavallerie zum Opfer fielen. Eine Eskadron des Kavallerie-Regiments Steinbock versuchte, die Angreifer aufzuhalten, und wurde ebenfalls zersprengt. Die Schweden befanden sich in wilder Flucht und wurden bis Hangendorf verfolgt. Die kaiserlichen Truppen haben während des Vorstoßes eine große Menge Kriegsmaterial und persönliches Eigentum der schwedischen Soldaten erbeutet. Außerdem fielen ihnen 4 Standarten des Regiments Jordan, 3 Standarten des Regiments Durlach und je 1 Standarte der Regimenter Wittenberg, Didemann und Steinbock in die Hände.
Als General Wrangel von der Niederlage erfuhr, sammelte er alle verfügbaren Reiter, um seinen fliehenden Reitern zur Hilfe zu eilen. Es gelang ihm, die zerschlagenen Regimenter zum Stehen zu bringen und einen Gegenangriff zu organisieren, bei dem die vorgeprellten Spitzen der kaiserlichen Truppen zurückgeschlagen werden. Er erlitt bei einem neuen Gefecht wieder blutige Verluste. Die Schweden hatten Glück, dass General Holzapfel zu spät mit seinen kroatischen Musketieren in den Kampf eingriff. Nach zwei Stunden gelang es den schwedischen Truppen zwar nochmals, auf breiter Front Fuß zu fassen, allerdings erlitten nun auch die Regimenter Witkopf und Alexander Lilien hohe Verluste.
Die Schweden verloren in der Schlacht mehr als 1000 Mann an Toten und Verwundeten, darunter waren der Generalmajor Helmold Wilhelm Wrangel, drei Obristen, neun Obristleutnante und Obristwachtmeister, sowie 24 Rittmeister. Die Kaiserlichen nahmen 300 Mann gefangen und erbeuteten 13 Standarten.
Auch die kaiserlichen Truppen litten einige Verluste: Ein Oberst, mehrere Offiziere und über 100 Reiter wurden getötet. Zwei Offiziere waren in schwedische Gefangenschaft geraten. Mehrere Offiziere, unter ihnen Oberst Lanow und Oberst Graf Bossu wurden schwer verwundet.
In den folgenden Tagen hielten beide Heere ihre Position. Am 5. September 1647 räumten die kaiserlichen Truppen ihre Stellungen und zogen nach Norden gegen Tepl und in Richtung des Königswarter Passes. Die Schweden nahmen die Verfolgung auf und bei Tepl bahnte sich ein erneutes Gefecht an. Beide Armeen verschanzten sich und lagen sich zwei Wochen kampfbereit gegenüber.
Nachdem ein Ausfall der kaiserlichen Truppen missglückte, lösten sich diese vom Feind und bezogen das erst vor kurzem verlassene Lager bei Triebl. Die Schweden jedoch wendeten sich nun endgültig nach Norden gegen Kaaden.